# Firebug
FireBug — вільне безплатне розширення для браузера Mozilla Firefox, що є консоллю, зневаджувачем, і DOM-інспектором Javascript, DHTML, CSS, XMLHttpRequest. Firebug показує в консолі функцію, що викликала помилку, стек викликів функцій, які викликали цю помилку. Він попереджає, що CSS-правило або Javascript-метод/властивість, яке ви намагаєтеся використовувати, не існує.
Firebug написав Джо Гьюїт (Joe Hewitt), один з оригінальних творців Firefox.
FireBug був першим зневаджувачем JavaScript, інтегрованим безпосередньо у браузер. Альтернативне рішення у вигляді зовнішнього інструменту, наприклад комерційний пакет Visual Studio, за зручністю роботи, оперативністю і вимогливістю до ресурсів значно поступається FireBug. Провідні вебоглядачі — Safari, Chrome, Opera (Dragonfly) — прийняли дизайн Firebug та інтегрували свої зневаджувачі/інспектори у браузер. Починаючи з Firefox 15 у браузер вмонтований штатний звеваджувач JavaScript.
У грудні 2016 розробники Mozilla і Firebug оголосили про злиття зневаджувача вебзастосунків Firebug і набору інструментів DevTools, пропонованого в складі Firefox. Розробка Firebug у вигляді окремого доповнення припинена, а функціональність Firebug за планом увійде в основний склад Firefox DevTools. Firebug принципово несумісний з багатопроцесною моделлю, на яку переходить Firefox, і не може функціонувати в умовах прийдешніх змін внутрішньої архітектури.

## Можливості
- перегляд HTML-коду сторінки. Функція Inspect дозволяє визначити розташування тегу того чи іншого елемента, переглянути всі «прив'язані» до нього властивості та стилі
- редагування HTML і CSS прямо в браузері. Можна змінювати атрибути тегів і значення властивостей для того, щоб поспостерігати зміни. Зручно для тих випадків, коли потрібно шляхом експериментів знайти найприйнятніший варіант оформлення створюваної сторінки.
- зневадження JavaScript
- відстеження процесу завантаження сторінки
- Перегляд звичайних HTTP-заголовків і AJAX-запитів

### Доповнення до Firebug
Для Firebug створені низка додатків, що розширюють його функціонал або спрощують роботу з ним: 
- Firecookie — перегляд і керування cookies
- FirePHP — бібліотека та доповнення для зневадження PHP-коду за допомогою HTTP-заголовків
- FireRainbow[недоступне посилання з червня 2019] — підсвічування синтаксису JavaScript
- YSlow — розширення вимірює швидкість завантаження сторінки і її окремих компонентів

### Firebug Lite
Для браузерів Internet Explorer, Opera, Safari і Google Chrome існує спрощений варіант — Firebug Lite. Це JavaScript-файл, який необхідно включити в зневаджувану або досліджувану HTML-сторінку, він працює в режимі «букмарклет»

## Виноски
1. ↑  Firebug 2.0.19
2. ↑  Release 2.0.19 — 2017.
3. ↑  The firebug Open Source Project on Open Hub: Languages Page — 2006.
4. ↑  Новая версия отладчика web-приложений Firebug 1.10.0. Архів оригіналу за 6 жовтня 2013. Процитовано 16 липня 2012.
5. ↑  Firebug lives on in Firefox DevTools. Архів оригіналу за 28 грудня 2016. Процитовано 28 грудня 2016.
6. ↑  Firebug интегрируется c Firefox и прекращает разработку браузерного дополнения. Архів оригіналу за 29 грудня 2016. Процитовано 28 грудня 2016.